# Рэнсом, Джефф
Джефф Рэнсом (англ. Jeff Ransom; род. 11 ноября 1960, Фресно) — американский бейсболист.

## Карьера
На любительском драфте 1978 года в 5 раунде (по общим номером 111) был выбран командой «Сан-Франциско Джайентс». За 3 года в клубе Рэнсом принял участие в 26 матчах. За 79 раз выходов на биту 10 раз оформлял ран (один из них хоум-ран), 15 хитов и 6 RBI.